# 24648 Evpatoria
24648 Evpatoria eller 1985 SG2 är en asteroid i huvudbältet som upptäcktes den 19 september 1985 av det rysk-sovjetiska astronomparet Nikolaj och Ljudmila Tjernych vid Krims astrofysiska observatorium på Krim. Den har fått sitt namn efter staden Jevpatorija.
Asteroiden har en diameter på ungefär 8 kilometer.